# Rebreuve-sur-Canche
Rebreuve-sur-Canche – miejscowość i gmina we Francji, w regionie Hauts-de-France, w departamencie Pas-de-Calais.
Według danych na rok 1990 gminę zamieszkiwało 199 osób, a gęstość zaludnienia wynosiła 24 osób/km² (wśród 1549 gmin regionu Nord-Pas-de-Calais Rebreuve-sur-Canche plasuje się na 1015. miejscu pod względem liczby ludności, natomiast pod względem powierzchni na miejscu 434.).